# Antonio D'Angelo (arcivescovo)
Antonio D'Angelo (Castelmauro, 2 marzo 1971) è un arcivescovo cattolico italiano, dal 1º agosto 2024 arcivescovo metropolita dell'Aquila.

## Biografia
È nato a Castelmauro, in provincia di Campobasso e diocesi di Termoli, il 2 marzo 1971.

### Formazione e ministero sacerdotale
Dopo aver ottenuto il diploma come perito industriale, ha iniziato il percorso universitario a Bologna. In seguito si è iscritto al Pontificio seminario regionale abruzzese-molisano di Chieti, dove ha conseguito il baccellierato in teologia.
Il 14 settembre 1996 è stato ordinato presbitero, nel suo paese natale, dal vescovo di Termoli-Larino Domenico Umberto D'Ambrosio.
Dopo l'ordinazione è diventato vicario parrocchiale della parrocchia di San Giovanni Battista a Colletorto; di questa stessa parrocchia è stato nominato amministratore parrocchiale, nel 1997, e poi parroco, nel 1999. Nel 2005 ha ricevuto gli incarichi di direttore della Caritas diocesana, fino al 2007, e di canonico della concattedrale di Larino. A partire dal 2007 è stato vicerettore del Pontificio seminario regionale abruzzese-molisano e, fino al 2012, direttore dell'Ufficio diocesano di pastorale vocazionale.
Nel 2008 ha ottenuto la licenza in teologia pastorale alla Pontificia Università Lateranense di Roma, mentre nel 2018 il diploma presso l'Istituto superiore per formatori della Pontificia Università Gregoriana.
È stato membro del consiglio presbiterale diocesano di Termoli-Larino, dal 2008, e della commissione presbiterale italiana in seno alla Conferenza Episcopale Italiana, dal 2018. Nel 2010 è divenuto economo del seminario regionale, del quale è stato nominato rettore nel 2016.

### Ministero episcopale

Stemma vescovile.

Il 14 agosto 2021 papa Francesco lo ha nominato vescovo titolare di Cerenza e vescovo ausiliare dell'Aquila. Il 12 settembre seguente ha ricevuto l'ordinazione episcopale, nella basilica di Santa Maria di Collemaggio all'Aquila, dal cardinale Giuseppe Petrocchi, arcivescovo metropolita dell'Aquila, co-consacranti Gianfranco De Luca, vescovo di Termoli-Larino, e Giancarlo Maria Bregantini, arcivescovo metropolita di Campobasso-Boiano.
Il 19 agosto 2023 lo stesso pontefice lo ha nominato arcivescovo coadiutore dell'Aquila. Il 1º agosto 2024, avendo il papa accolto la rinuncia per raggiunti limiti di età del cardinale Giuseppe Petrocchi, è succeduto alla medesima sede.
Presso la Conferenza episcopale abruzzese-molisana è delegato per il laicato e per la cooperazione missionaria tra le Chiese. Il 10 giugno 2024 è stato eletto segretario generale della Conferenza stessa.

## Genealogia episcopale
La genealogia episcopale è:
- Cardinale Scipione Rebiba
- Cardinale Giulio Antonio Santori
- Cardinale Girolamo Bernerio, O.P.
- Arcivescovo Galeazzo Sanvitale
- Cardinale Ludovico Ludovisi
- Cardinale Luigi Caetani
- Cardinale Ulderico Carpegna
- Cardinale Paluzzo Paluzzi Altieri degli Albertoni
- Papa Benedetto XIII
- Papa Benedetto XIV
- Papa Clemente XIII
- Cardinale Enrico Benedetto Stuart
- Papa Leone XII
- Cardinale Chiarissimo Falconieri Mellini
- Cardinale Camillo Di Pietro
- Cardinale Mieczysław Halka Ledóchowski
- Cardinale Jan Maurycy Paweł Puzyna de Kosielsko
- Arcivescovo Józef Bilczewski
- Arcivescovo Bolesław Twardowski
- Arcivescovo Eugeniusz Baziak
- Papa Giovanni Paolo II
- Cardinale Achille Silvestrini
- Vescovo Silvano Montevecchi
- Cardinale Giuseppe Petrocchi
- Arcivescovo Antonio D'Angelo

## Araldica
| Stemma | Blasonatura |
| ------ | --- |
|        | D'azzurro, alla Croce latina patente, piantata su una montagna erbosa movente dalla punta, accompagnata nel cantone sinistro del capo da una stella d'argento. Motto: Caritas et obœdientia. |